# 화성금곡초등학교
화성금곡초등학교는 대한민국 경기도 화성시에 있는 공립 초등학교이다.

## 학교 연혁
- 2007년 2월 5일 : 금곡초등학교 개교

2021년 병설유치원 3학급 편성,특수학급 2학급 편성,일반학급 30학급 편성.

## 참고 자료
- 화성금곡초등학교 - 한국교육학술정보원 학교알리미